# 鎌倉河岸
鎌倉河岸（かまくらかし）は、東京都千代田区内神田1、2丁目にあった河岸である。 

## 名前の由来
江戸城築城の際に鎌倉からの石材をここで陸揚げしたことに由来する。1889年（明治22年）に神田区の公式町名となり、1935年（昭和10年）には鎌倉町へと編入された。2019年現在の内神田1、2丁目にあたる。

## 場所
現在の千代田区、日比谷通りの神田橋のたもと付近に存在した。河岸のあった日本橋川は外濠と隅田川を結び、江戸の外湊と内湊をつないでいた水路である。
当時、鎌倉河岸は江戸城本丸に最も近い荷上場であったため、多くの物資が荷揚げされ、問屋街の形成につながった。それに隣接する町は鎌倉町と名付けられ、1657年（明暦3年）の「新添江戸之図」には、すでに「かまくら丁」の名が記載されている。現在その地域は1966年（昭和41年）の町名変更により内神田の一部となっている。

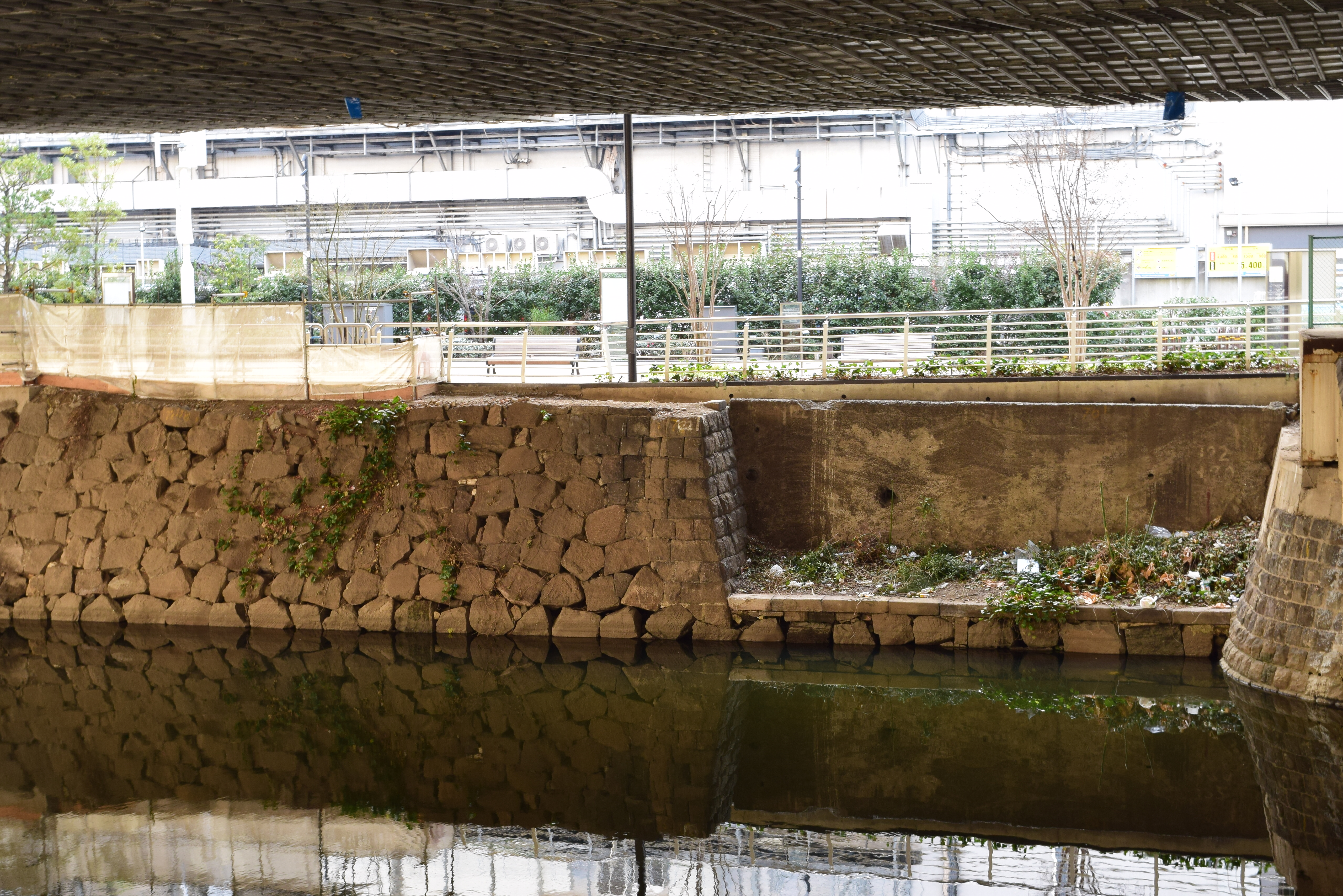
鎌倉河岸の遺構

## 沿革

### 中世以来の河岸
鎌倉河岸が設けられた場所は徳川家康の江戸入城以前は、神田川、日本橋川の前身にあたる平川の河口部であった 。中世以来、後に鎌倉河岸となる平川河口域は、平川上流域への物資の荷揚げを担う河岸の機能を果たしていたと考えられている。つまり江戸時代以前の中世から、鎌倉河岸となる地域は河岸、港としての機能を果たしていた。

### 江戸の建設と鎌倉河岸
徳川家康が江戸城築城の建築諸材料の荷上場として選ばれたのが鎌倉河岸であった。外堀川沿岸で水運も便利であり、本丸にも近いため、明治維新まで荷上場として使用された。江戸城築城の大工の大棟梁として、京都から呼び寄せられた甲良宗広は鎌倉河岸に邸宅を拝領した。明治維新まで、甲良家は代々同じ土地に邸宅を構えていた。また、甲良家は江戸城築城の際の設計図面を連綿と保管し続け、火災による焼失といった事態が発生した場合にはその図面を参考に再建工事が行われた。
鎌倉河岸周辺には遊女屋が15軒ほど置かれていた。これは駿河府中の弥勒町から移転してきたもので、港町には遊女屋は必要不可欠な存在であったためである。その後1617年（元和3年）に、庄司甚左衛門に対して葦屋町に遊女屋を作ることの許可が下り、江戸中の遊女が一か所に集められた。江戸の町は、新興都市として急成長をとげるとともに、武士・浪人・商人・人夫などといった多様な人物が蝟集した。遊廓の設置は、参勤交代の武士や工事従事労働者など単身赴任者の江戸への流出に伴う、著しくバランスを欠いた男女比の影響下によるものであった。
その他、元吉原に集められる前は鎌倉河岸の他に、麹町に16、7軒、常磐橋と道三河岸の柳町に20軒ほど遊女町が存在していた。
このような経緯から鎌倉河岸は江戸遊里発祥の地とされている。

### 鎌倉河岸の酒屋、豊島屋本店
豊島屋は1596年（慶長元年）頃から神田鎌倉河岸で多くの種類の品物を商っていた一族であり、特に酒類を扱っていたのが豊島屋本店である。江戸城築城で鎌倉河岸周辺に人が多く集まるようになったため、初代の豊島屋十右衛門がこの地で商売を始めた。江戸では良い酒の製造が難しかったため、鎌倉河岸に荷揚げ場を作り、灘、伊丹から樽廻船で運んできた下り酒を取り扱っていた。また酒屋だけでなく飲み屋も経営していた。空き樽を味噌屋に売るなどして利益を得ていたため、酒は原価で提供されていた。あわせて売られていた豆腐田楽も評判が良かった。また桃の節句の時期のみ白酒を販売していた。豊島屋が2月末に売り出したことによって、白酒は雛祭りに欠かせないものになった。